# Murga, Tolna
Murga  este un sat în districtul Bonyhád, județul Tolna, Ungaria, având o populație de 75 de locuitori (2011).

## Demografie
Componența etnică a satului Murga
     Maghiari (66,67%)
     Germani (24,69%)
     Romi (8,64%)
Componența confesională a satului Murga
     Romano-catolici (49,33%)
     Luterani (8%)
     Reformați (5,33%)
     Fără religie (4%)
     Necunoscută (33,33%)
Conform recensământului din 2011, satul Murga avea 75 de locuitori. Din punct de vedere etnic, majoritatea locuitorilor (66,67%) erau maghiari, existând și minorități de germani (24,69%) și romi (8,64%). Nu există o religie majoritară, locuitorii fiind romano-catolici (49,33%), luterani (8,0%), reformați (5,33%) și persoane fără religie (4,0%). Pentru 33,33% din locuitori nu este cunoscută apartenența confesională.